# کلودسلی شوول
کلودسلی شوول (انگلیسی: Cloudesley Shovell؛ نوامبر ۱۶۵۰ – ۲۳ اکتبر ۱۷۰۷) فرد نظامی اهل پادشاهی انگلستان بود.
او افسر نیروی دریایی سلطنتی و سیاستمدار بود. او به عنوان یک افسر جزء، در نبرد سولِبِی و نبرد تِکسل در طول جنگ سوم انگلیس و هلند حضور داشت. به عنوان کاپیتان، در نبرد خلیج بانتری در طول جنگ ویلیامیت در ایرلند جنگید.
به عنوان یک افسر پرچمدار، شاول فرماندهی یک لشکر را در نبرد بارفلور در طول جنگ نه ساله بر عهده داشت و در طول نبرد با اولین کسی که خط دشمن را شکست، خود را متمایز کرد. شاول به همراه دریاسالار هنری کیلیگرو و ادمیرال رالف دلاوال، کمی بعد به فرماندهی مشترک ناوگان منصوب شد.
در طول جنگ جانشینی اسپانیا، شاول فرماندهی یک اسکادران را بر عهده داشت که تحت فرماندهی ادمیرال جورج روک در تصرف جبل الطارق و نبرد مالاگا خدمت می‌کرد. نیروهای او با همکاری یک نیروی زمینی تحت فرماندهی ارل پیتربورو، محاصره و تصرف بارسلونا را بر عهده گرفتند. او در سال بعد در لیسبون به عنوان فرمانده کل نیروی دریایی منصوب شد.  او همچنین فرماندهی نیروی دریایی حمله‌ای مشترک به تولون، پایگاه ناوگان اصلی فرانسه، را با هماهنگی ارتش اتریش به فرماندهی پرنس اوژن ساووی در تابستان ۱۷۰۷ بر عهده داشت. بعداً در همان سال، در سفر بازگشت به انگلستان، شاول و بیش از ۱۴۰۰ نفر دیگر در یک سانحه فاجعه‌بار غرق شدن کشتی در جزایر سیلی جان باختند.
شاول در کنار خدمت در نیروی دریایی، از سال ۱۶۹۵ تا ۱۷۰۱ و از سال ۱۷۰۵ تا زمان مرگش در سال ۱۷۰۷ به عنوان نماینده مجلس روچستر خدمت کرد.